# Ophiosphalma monoplax
Ophiosphalma monoplax är en ormstjärneart som först beskrevs av Hubert Lyman Clark 1915.  Ophiosphalma monoplax ingår i släktet Ophiosphalma och familjen fransormstjärnor. Inga underarter finns listade i Catalogue of Life.